# ステラ (映画)
『ステラ』（Stella）は、1990年にアメリカ合衆国で公開されたドラマ映画。オリーヴ・ヒギンズ・プローティの1923年の小説『ステラ・ダラス』（Stella Dallas）の3度目の映画化作品。

## ストーリー
酒場で女バーテンダーとして働くステラは、富も教養も持ってないが、それでもプライドを持って力強く生きていた。そんなある日、医者の卵であるスティーヴンが彼女に一目惚れし、価値観の違う二人は付き合うようになる。ところが「住む世界が違う」二人の間には次第に溝が生まれていき、しかもステラは妊娠していることが発覚する。この報せを聞いて、ステラにプロポーズをするスティーヴンだったが、彼女は「自分は一人でも生きていける」とこれを拒否するのだった。そして月日は流れ、ステラは娘のジェニーと二人で幸せに暮らしていた。しかし、年頃になったジェニーは、チンピラ風の男ジムと付き合うなど、次第に母であるステラと衝突するようになってしまう。そんな中、ジェニーは、スティーヴンの婚約者で、貧しい出ながら雑誌編集者として成功した女性ジャニスと出会い、彼女に憧れを抱くようになる。また、ジェニーが良家の子息であるパットと互いに惹かれ合うようになると、ステラはジェニーにとって自分のような無学で品のない母親の存在が障害でしかないことに気付かされる。そしてステラはジェニーの将来のためにジェニーをスティーヴンとジャニスに託すことにする。ジェニーはステラが自分のために身を引こうとしていることに気付くが、ステラはジェニーのために心を鬼にし、昔なじみの男友だちでジェニーが嫌っている呑んだくれのエドと結婚するので、ジェニーの存在が邪魔だと嘘をつく。泣きながらスティーヴンのもとに向かうジェニーを見送ったステラはその場で泣き崩れる。それから月日が経ち、ジェニーはパットとの結婚式を迎えるが、ステラの行方は分からなくなっていた。ステラに逢いたいと願うジェニーをスティーヴンはなぐさめる。結婚式が始まると、式場の外にステラがそっと姿を現し、雨の中、窓の外から万感の想いでジェニーの誓いのキスを見守る。ステラは涙ぐみながらも幸せな気持ちでその場を後にする。

## キャスト
- ステラ・クレア - ベット・ミドラー： 女バーテンダー。
- ジェニー・クレア - トリニ・アルバラード： ステラの娘。
- エド・マン - ジョン・グッドマン： ステラに惚れている男友だち。
- スティーヴン・ダラス - スティーヴン・コリンズ： ジェニーの父親。
- ジャニス・モリソン - マーシャ・メイソン： スティーヴンの婚約者。
- ウィルカーソン夫人 - アイリーン・ブレナン： PTA会長。ステラを敵視。
- デビー・ウィットマン - リンダ・ハート（英語版）： ステラの親友。
- ジム・アップテグローヴ - ベン・スティラー： ジェニーの恋人。チンピラ。
- パット・ロビンス - ウィリアム・マクナマラ： 良家の子息。ジェニーと惹かれ合う。

### 日本語吹替
| 役名                   | 俳優                   | 日本語吹替 | 日本語吹替   |
| 役名                   | 俳優                   | ソフト版   | 日本テレビ版 |
| ---------------------- | ---------------------- | ---------- | ------------ |
| ステラ・クレア         | ベット・ミドラー       | 新橋耐子   | 今井和子     |
| ジェニー・クレア       | トリニ・アルバラード   | 佐々木優子 | 岡本麻弥     |
| エド・マン             | ジョン・グッドマン     | 池田勝     | 麦人         |
| スティーヴン・ダラス   | スティーヴン・コリンズ | 羽佐間道夫 | 堀勝之祐     |
| ジャニス・モリソン     | マーシャ・メイソン     | 沢田敏子   | 藤田淑子     |
| ウィルカーソン夫人     | アイリーン・ブレナン   |            |              |
| デビー・ウィットマン   | リンダ・ハート         |            | さとうあい   |
| ジェニー (8歳)         | アリサン・ポーター     |            |              |
| ジム・アップテグローヴ | ベン・スティラー       | 二又一成   | 宮本充       |
| パット・ロビンス       | ウィリアム・マクナマラ | 関俊彦     | 成田剣       |
| トニー・デ・バンザ     | ロン・ホワイト         |            | 村松康雄     |
| ビリー                 | マイケル・ホーガン     |            | 円谷文彦     |
| ジョージ               | ジョージ・ブザ         |            | 石森達幸     |

- 日本テレビ版：初回放送1992年5月8日『金曜ロードショー』